# Actinella fausta
Actinella fausta (лат.) — наземный брюхоногий моллюск отряда лёгочных улиток семейства Hygromiidae. Данный вид является эндемиком Португалии, обитает на острове Мадейра. Встречается редко: главным образом в прибрежной зоне на севере, а также в нескольких долинах в центральной части острова. Вид находится под угрозой утраты среды обитания.